# 匯達交通服務
匯達交通服務有限公司（英語：Bravo Transport Services Limited），是香港一家公共交通控股公司，透過城巴同時提供專營巴士和非專營巴士服務，經營多條香港島、過海（即由香港島至九龍或新界的路線）、北大嶼山、東涌新市鎮、沙田第一城、香港迪士尼樂園、香港國際機場、粉嶺皇后山、屯門54區、啟德新發展區、港珠澳大橋口岸、香園圍口岸及深圳灣口岸的巴士路線，並有巴士租賃服務。匯達交通服務曾一并持有新巴，但其公司和車隊於2023年7月1日併入城巴，所有路線交由城巴營運。
匯達交通服務的全資母公司股權由香港上市公司漢思集團（通過其子公司 Glorify Group Limited）持有，其餘股權由私募股權公司善水資本（通過其子公司 TWB Holdings ）持有。原英國巴士公司Ascendal所持有的股份已被賣出。匯達交通服務的行政總裁是譚利民（英語：Adam Leishman），其亦為Ascendal集團的創始人。

## 公司歷程
2020年，匯達交通服務由善水資本（90.8%）、漢思能源（8.6%）和Ascendal Group（0.6%）組成的財團成立。善水資本是一家私募股權基金，由南非投資銀行天達集團和張堃創立，其分拆自天達集團的亞洲首席業務部門。漢斯能源是一家在香港聯交所上市的能源公司。Ascendal是一家總部位於英國的巴士公司，由譚利民先生於2018年創立，其在劍橋郡和智利開展業務。
2020年8月21日，匯達交通服務宣布以32億港元向新創建集團收購城巴、新世界第一巴士及其下屬公司。該兩家巴士公司與九巴為香港三大巴士營運商。Ascendal擔任該聯盟的運營合作夥伴，并由譚利民擔任匯達交通服務的首席執行官。
收購手續于2020年10月完成，城巴與新巴的母公司—“新創建運輸服務”也更名為“匯達交通服務”，並宣佈公司採用新的企業識別。同時，公司邀請員工從三個擬定的標誌當中選出他們喜歡的設計。最終標誌於2020年11月9日公佈。
2021年10月，匯達交通服務母公司的全資子公司匯達傳媒（英語：Bravo Media）被任命為該公司的巴士廣告特許代理機構，從2021年11月1日開始，匯達傳媒成為巴士廣告的獨家代理機構一直持續到2023年6月30日。此前，匯達交通服務終止了與根據預先商定的條款與Bus Power Limited簽訂現有的三年期合同。與Bus Power的合同是在2020年7月城巴新巴出售之前簽署的。
2021年12月，漢思能源宣布同意收購匯達交通服務額外7%的股權。這將使該公司的股權變更為善水資本（83.9%）、漢思能源（15.56%）和Ascendal（0.54%）。截至2022年1月，此事尚未最終確定。
2022年1月，匯達交通服務將其持有的八達通卡有限公司的大部分股份出售給港鐵公司，並將剩餘的少量股份出售給另一家公司。這歸因於該公司因新冠肺炎對其機場和跨境航線的影響而面臨持續損失。
2024年5月24日，漢思能源宣布斥資27.22億元通過其全資子公司 Glorify Group Limited 向善水資本旗下TWB Holdings及Ascendal Holdings旗下的全資附屬公司Ascendal Bravo Limited收購匯達交通的母公司 Bravo Transport Holdings Limited（BTHL）合共54.44%的股份。有關交易於7月17日獲得漢思能源的股東特別大會通過，並於同月31日完成後，漢思能源和善水資本分別持有匯達交通母公司BTHL 70%和30%的股權，Ascendal全數賣出所持有的股份作為交易的一部分，漢思能源於未來5年內可行使認購期權，進一步買入善水資本所持有匯達控股餘下的30%股份，同時，善水資本於2029年至2031年間，可行使此權利向漢思能源出售其所持有的匯達控股股份。

## 城巴與新巴合并
2021年7月，譚利民承認，為了保持業務可持續發展，城巴與新巴合併是一個可能的選擇。他表示，此選項沒有確定的計劃，將取決於2023年到期的兩個巴士專營權的續約。他將客流量的損失歸因於COVID-19疫情和屯馬線的開通。
2022年7月，匯達交通服務宣布將終止新巴品牌，而新巴業務則於2023年7月1日併入城巴，並更新巴士專營權。

## 外部連結
- 匯達交通服務 （页面存档备份，存于）